# Gallo Record Company
La Gallo Record Company è la più grande e più antica etichetta discografica indipendente africana. La società ha sede a Johannesburg, in Sudafrica, dove fu fondata nel 1926 da Eric Gallo col nome di Gallo Records. Nel 1985 acquisì la sua principale rivale, la Gramophone Record Company (GRC, fondata nel 1939 da Arnold Golembo); in seguito a questa unione, il nome della società venne mutato prima in Gallo-GRC e poi (nel 1990) nella forma attuale "Gallo Record Company". Nel 2006 la Gallo Record Company ha creato una joint venture con Warner Music col nome di Warner Music Gallo Africa, che ha reso disponibile in digitale tutto l'archivio musicale Gallo.
Con la Gallo hanno inciso tutti i principali artisti sudafricani; tra gli altri si possono ricordare Ladysmith Black Mambazo, Mahlathini and the Mahotella Queens, Miriam Makeba, Hugh Masekela, Stimela, West Nkosi, e Makgona Tsohle Band.

## Storia
Eric Gallo si avvicinò all'industria discografica nel 1926, come rivenditore in Sudafrica dei dischi pubblicati dall'etichetta statunitense Brunswick Records. Nel 1932 aprì un proprio studio di registrazione col nome di "Gallo Recording Studios"), a cui seguì l'etichetta discografica. Essendo l'unico produttore discografico in un paese con una forte tradizione musicale popolare, Gallo attirò tutti i talenti del paese, alcuni dei quali destinati a un enorme successo anche internazionale; per esempio, fu la Gallo a pubblicare la versione originale di The Lion Sleeps Tonight (Mbube) di Solomon Linda (1939). Per assicurarsi i migliori artisti del Sudafrica, Gallo assunse un talent scout dal nome Griffith Motsieloa.
Per circa quindici anni la "Gallo Africa" non ebbe praticamente concorrenza. La situazione mutò negli anni cinquanta con l'arrivo sulla scena sudafricana dell'etichetta internazionale EMI, che affidò al talent scout Rupert Bopape la divisione sudafricana della società. Bopape mise sotto contratto per la EMI gruppi di primo piano come i Dark City Sisters, erodendo gradualmente la posizione dominante della Gallo. Nel 1964 Eric Gallo decise di porre fine a questo stato di cose facendo entrare Bopape nella propria società come responsabile di una divisione della Gallo Africa chiamata Mavuthela Music Company, specializzata nella musica mbaqanga e jive. La Mavuthela pubblicò un grandissimo numero di successi, venendo salutata dalla critica come il corrispondente sudafricano di Motown.
Sempre negli anni sessanta emerse sulla scena sudafrica la Gramophone Record Company (GRC), fondata da Arnold Golembo nel 1939, e in seguito affiliatasi alla Capitol (nel 1946) e alla CBS (nel 1956). La principale divisione della GRC, Isibaya Esikhulu, divenne la principale rivale di Mavuthela. Questa rivalità si concluse nel 1985 con l'acquisto di GRC da parte di Gallo.
Nel 2006 Gallo e Time Warner hanno stipulato un accordo che ha portato alla nascita di Warner Music Gallo Africa. Questa etichetta ha reso disponibile l'intero archivio musicale Gallo in digitale.